# Денисов (Тернопольская область)
Денисов (укр. Денисів) — село в Купчинецкой сельской общине Тернопольского района Тернопольской области Украины.
До 2020 года входило в Козовский район.
Код КОАТУУ — 6123082801. Население по переписи 2001 года составляло 994 человека.

## Географическое положение
Село Денисов находится на правом берегу реки Стрыпа. Выше по течению на расстоянии в 3,5 км расположено село Плотыча, ниже по течению на расстоянии в 2,5 км расположено село Дворище, на противоположном берегу — сёла Купчинцы и Ястребово. Рядом проходят автомобильная дорога Т-2006 и железная дорога, станция Денисов-Купчинцы в 1,5 км.

## История
- 1671 год — дата основания.

## Объекты социальной сферы
- Школа I—II ст.
- Детский сад.
- Дом культуры.
- Поликлиника.

## Достопримечательности
- Братская могила советских воинов.

## Известные уроженцы и жители
- Блажкевич, Иванна Емельяновна (1886—1977) — детская писательница